# Pere Gratacós
 Pere Gratacós (ur. 14 lutego 1958 w Besalú) – hiszpański trener i piłkarz.

## Sukcesy z reprezentacją Katalonii
Wygrane mecze z reprezentacjami Litwy i Nigerii
zakończone rezultatem 5:0